# Szvetlij Jar-i járás

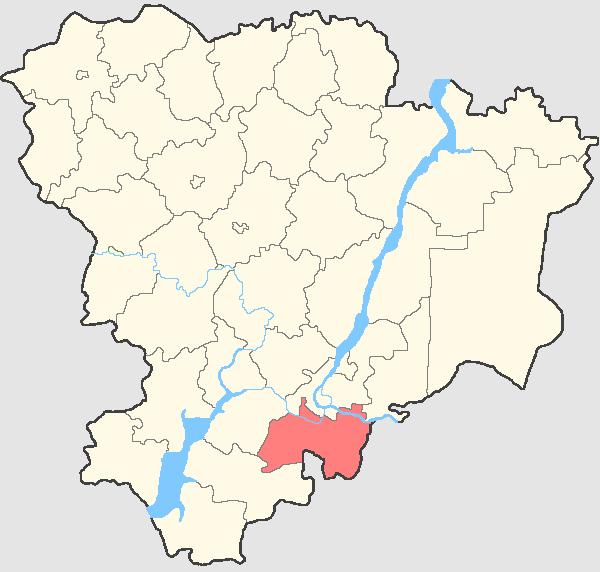
A Szvetlij Jar-i járás a Volgográdi területen

A Szvetlij Jar-i járás (oroszul Светлоярский район) Oroszország egyik járása a Volgográdi területen. Székhelye Szvetlij Jar.

## Népesség
- 1989-ben 35 483 lakosa volt.
- 2002-ben 39 384 lakosa volt.
- 2010-ben 38 355 lakosa volt, melyből 30 697 orosz, 2 352 tatár, 669 ukrán, 506 csecsen, 440 azeri, 425 örmény, 320 kalmük, 311 koreai, 209 kazah, 189 dargin, 178 udin, 170 cigány, 154 török, 114 üzbég, 107 fehérorosz, 96 német, 82 csuvas, 59 mari, 57 grúz, 50 ezid, 49 udmurt, 45 mordvin, 44 tadzsik, 35 moldáv, 27 avar, 26 kumik, 26 kurd, 25 baskír, 19 görög, 18 lezg, 15 ingus, 15 karacsáj, 13 lengyel, 11 agul, 10 oszét stb.